# Борисенко, Тимофей Яковлевич
Тимофей Яковлевич Борисенко (20 февраля 1919 — 22 января 2002 ) — советский деятель мостостроения, машинист крана мостопоезда. Участник Великой Отечественной войны. Герой Социалистического Труда (1966).

## Биография
Тимофей Борисенко родился 20 февраля 1919 года на территории нынешней Черниговской области (Украина). По национальности — украинец. Проходил службу в Красной армии, принимал участие в Великой Отечественной войне.
После окончания войны работал в мостостроительном тресте № 2 (Новосибирская область), на должности машиниста крана мостопоезда № 472. 28 июля 1966 года «за выдающиеся успехи, достигнутые в выполнении заданий семилетнего плана по транспортному строительству» Тимофей Борисенко был удостоен звания Героя Социалистического Труда. Был членом КПСС (с 1968 года).
После выхода на пенсию, жил в Новосибирске. Скончался в 2002 году.

## Награды
Тимофей Яковлевич Борисенко был удостоен следующих наград:
- Звание Герой Социалистического Труда (Указ Президиума Верховного Совета СССР от 28 июля 1966);
Золотая медаль «Серп и Молот» (28 июля 1966);
Орден Ленина (28 июля 1966);
- Орден Отечественной войны 2-й степени (11 марта 1985);
- Орден Славы 3-й степени;
- также был удостоен ряда медалей.